# Torneo Interbritannico 1953
Il Torneo Interbritannico 1953 fu la cinquantottesima edizione del torneo di calcio conteso tra le Home Nations dell'arcipelago britannico. Il torneo fu vinto unitamente da Scozia ed Inghilterra.

## Risultati
| Data             | Luogo   | Squadra 1        | Risultato | Squadra 2        |
| ---------------- | ------- | ---------------- | --------- | ---------------- |
| 4 ottobre 1952   | Belfast | Irlanda del Nord | 2 - 2     | Inghilterra      |
| 18 ottobre 1952  | Cardiff | Galles           | 1 - 2     | Scozia           |
| 3 novembre 1952  | Glasgow | Scozia           | 1 - 1     | Irlanda del Nord |
| 12 novembre 1952 | Londra  | Inghilterra      | 5 - 2     | Galles           |
| 15 aprile 1953   | Belfast | Irlanda del Nord | 2 - 3     | Galles           |
| 18 aprile 1953   | Londra  | Inghilterra      | 2 - 2     | Scozia           |

## Classifica
| Pos | Squadra          | Pti | G | V | N | P | GF | GS |
| --- | ---------------- | --- | - | - | - | - | -- | -- |
| 1   | Inghilterra      | 4   | 3 | 1 | 2 | 0 | 9  | 6  |
| 1   | Scozia           | 4   | 3 | 1 | 2 | 0 | 5  | 4  |
| 3   | Irlanda del Nord | 2   | 3 | 0 | 2 | 1 | 5  | 6  |
| 3   | Galles           | 2   | 3 | 1 | 0 | 2 | 6  | 9  |

## Vincitori
| Campioni 1953 Scozia |

| Inghilterra |